# Alexander Schmidt
Hermann Adolf Alexander Schmidt (ur. 15 maja/27 maja 1831 w Mohn, zm. 22 kwietnia 1894 w Dorpacie) – niemiecki fizjolog.

## Życiorys
Studiował medycynę na Uniwersytecie w Dorpacie, w 1858 otrzymał tytuł doktora medycyny. Następnie był asystentem Felixa Hoppe-Seylera w Berlinie i Carla Ludwiga w Lipsku. W 1869 zastąpił Friedricha Biddera na katedrze fizjologii Uniwersytetu w Dorpacie.
Zajmował się procesem krzepnięcia krwi. Wykazał, że przejście fibrynogenu w fibrynę jest procesem enzymatycznym. Hipotetyczny enzym nazwał trombiną, a jego prekursor – protrombiną.
Jego synem był matematyk Erhard Schmidt (1876–1959).

## Wybrane prace
- Ovis bicorporis descriptio, adjunctis notationibus de monstrorum duplicium ortu in genere. Dorpat: 1858. Brak numerów stron w książce
- Weiteres über den Faserstoff und die Ursachen seiner Gerinnung. „Archiv für Anatomie, Physiologie und wissenschaftliche Medicin”, s. 428–469, 533–564, 1862.
- Ueber Ozon im Blut. 1862. Brak numerów stron w książce
- Hämatologische Studien. „[Virchows] Archiv für pathologische Anatomie und Physiologie und für klinische Medicin”, 1865.brak numeru strony
- Nochmals über Ozon im Blute. „[Virchows] Archiv für pathologische Anatomie und Physiologie und für klinische Medicin”. 42 (1–2), 1868. DOI: 10.1007/BF02126985.
- Neue Untersuchungen ueber die Fasserstoffesgerinnung. „Pflüger’s Archiv für die gesamte Physiologie”. 6, s. 413–538, 1872. DOI: 10.1007/BF01612263.
- Ein Beitrag zur Kenntniss der Milch. Dorpat: Gläser, 1874. Brak numerów stron w książce
- Weitere Untersuchungen des Blutserum, des Eiereiweisses und der Milch durch Dialyse mittelst geleimten Papieres. „Pflüger’s Archiv für die gesamte Physiologie”, 1875. DOI: 10.1007/BF01659291.
- Die Lehre von den fermentativen Gerinnungserscheinunugen in den eiweissartigen thierischen Körperflüssigkeiten. Dorpat: C. Mattiesen, 1876. Brak numerów stron w książce
- Ueber die Beziehung des Kochsalzes zu einigen thierischen Fermentationsprocessen. „Pflüger’s Archiv für die gesamte Physiologie”, 1876. DOI: 10.1007/BF01628927.
- Zur Vivisectionsfrage. 1881. Brak numerów stron w książce
- Ueber Menschenblut on Froschblut. 1881. Brak numerów stron w książce
- Zur Blutlehre. Leipzig: F. C. W. Vogel, 1892. Brak numerów stron w książce